# Andrzej Tybinkowski
Andrzej Tybinkowski – polski koszykarz, młodzieżowy reprezentant kraju do lat 18, mistrz Polski z 1966.

## Osiągnięcia
Drużynowe
- Mistrz Polski:
  - 1966
  - juniorów (1963)[1]
- Uczestnik rozgrywek Pucharu Europy Mistrzów Krajowych (1966–1967 – II runda)

Reprezentacja
- Uczestnik mistrzostw Europy U–18 (1964 – 6. miejsce)[2]